# Alcestis
A la mitologia grega, Alcestis o Alceste (en grec antic Ἄλκηστις Álkêstis o Ἀλκέστη Álceste) és una de les filles de Pèlias, rei de Iolcos a Tessàlia i Anaxíbia, germana d'Acastos, un dels argonautes. Va ser mare d'Eumel i Perimele. Homer diu d'ella que era la més bella de les filles de Pèlias.

## El mite
Quan Admet, rei de Feres, va sol·licitar la mà d'Alcestis, Pèlias, per deslliurar-se dels nombrosos pretendents, va declarar que només li donaria la seva filla si anava a la seva cort en un carro estirat per lleons i senglars. Admet va aconseguir fer això amb l'ajuda d'Apol·lo, però va oblidar fer el sacrifici a Àrtemis en el seu casament i va ser condemnat a mort.
Tanmateix, Apol·lo va demanar a canvi la vida d'Admet o la d'algú que pogués oferir-la per ell. Després d'haver demanat separadament a la seva mare i al seu pare –ja ancians– que fessin aquest sacrifici per ell, Alcestis s'ofereix per salvar el seu marit i mor. Poc temps després, Admet va rebre Hèracles a casa seva i li va explicar què havia succeït. Hèracles, compungit, va baixar a l'Hades i va tornar-ne amb Alcestis, més bonica i jove que mai. També es deia que Persèfone, impressionada per l'abnegació d'Alcestis, l'havia retornada al món dels vius.
El sacrifici d'Alcestis per salvar Admet va ser molt celebrat a l'antiguitat. També va demostrar el seu amor filial cap al seu pare, ja que, almenys segons Diodor, no va participar en el crim de les seves germanes, que van assassinar el seu pare, instigades per Medea.
Tant els crítics antics com els moderns han intentat explicar la tornada d'Alcestis a la vida de forma racional, suposant que durant una greu malaltia va ser tornada a la vida per un metge anomenat Hèracles. Alcestis va ser representada al cofre de Cipsel, en un grup mostrant les honres fúnebres de Pèlias. Al museu de Florència hi ha un alt relleu, obra de Cleòmenes, que es creu que representa Alcestis oferint-se a morir.

## Evocacions artístiques
El mite d'Alcestis ha inspirat nombroses obres, entre elles:
- Alcestis, una tragèdia d'Eurípides;
- Alceste, una tragèdia lírica de Jean-Baptiste Lully;
- Alceste, una òpera de Christoph Willibald Gluck amb llibret de Ranieri de' Calzabigi, escrita el 1767.
- Alcestis,oratori amb música d'Henry Robert Gadsby, a partir de l'obra d'Eurípides, 1876?.